# Sekobarbital
Sekobarbital – organiczny związek chemiczny stosowany jako lek z grupy barbituranów. Jest objęty Konwencją o substancjach psychotropowych z 1971 roku (wykaz II). W Polsce jest w grupie II-P Ustawy o przeciwdziałaniu narkomanii.